# Люрей (Канзас)
Люрей (англ. Luray) — місто (англ. city) в США, в окрузі Расселл штату Канзас. Населення — 166 осіб (2020).

## Географія
Люрей розташований за координатами 39°6′54″ пн. ш. 98°41′32″ зх. д. / 39.11500° пн. ш. 98.69222° зх. д. (39.114869, -98.692123).  За даними Бюро перепису населення США в 2010 році місто мало площу 0,83 км², уся площа — суходіл.

## Демографія
Згідно з переписом 2010 року, у місті мешкали 194 особи в 94 домогосподарствах у складі 61 родини. Густота населення становила 234 особи/км².  Було 134 помешкання (162/км²).
Расовий склад населення:
| - 97,9 % — білих |

До двох чи більше рас належало 2,1 %. Частка іспаномовних становила 1,5 % від усіх жителів.
За віковим діапазоном населення розподілялося таким чином: 14,4 % — особи молодші 18 років, 55,7 % — особи у віці 18—64 років, 29,9 % — особи у віці 65 років та старші. Медіана віку мешканця становила 50,7 року. На 100 осіб жіночої статі у місті припадало 100,0 чоловіків;  на 100 жінок у віці від 18 років та старших — 100,0 чоловіків також старших 18 років.
Середній дохід на одне домашнє господарство  становив 45 832 долари США (медіана — 30 714), а середній дохід на одну сім'ю — 52 871 долар (медіана — 51 667). За межею бідності перебувало 25,0 % осіб, у тому числі 47,1 % дітей у віці до 18 років та 6,7 % осіб у віці 65 років та старших.
Цивільне працевлаштоване населення становило 139 осіб. Основні галузі зайнятості: сільське господарство, лісництво, риболовля — 40,3 %, освіта, охорона здоров'я та соціальна допомога — 25,2 %, виробництво — 9,4 %, науковці, спеціалісти, менеджери — 5,8 %.